# Долино
До́лино (рос. Долино) — селище у складі Єгор'євського району Алтайського краю, Росія. Входить до складу Малошовковниківської сільської ради.

## Населення
Населення — 48 осіб (2010; 72 у 2002).
Національний склад (станом на 2002 рік):
- росіяни — 94 %